# Anna Dräger-Mühlenpfordt
Anna Dräger-Mühlenpfordt (* 9. Oktober 1887 in Lübeck; † 31. Januar 1984 in Braunschweig; gebürtig Anna Dräger) war eine deutsche Malerin und Grafikerin.

## Leben
Anna Dräger-Mühlenpfordt war die Tochter des Industriellen Johann Heinrich Dräger, dem Gründer der Drägerwerk AG in Lübeck. Sie besuchte das Lyzeum Ernestinenschule in Lübeck. Ihre erste Ausbildung als Künstlerin erhielt sie zwischen 1904 und 1906 bei Willibald Leo von Lütgendorff-Leinburg, dem Leiter des Dom-Museums. Er führte eine Kunstschule in Lübeck. 1906 begleitete sie ihren Vater auf dessen Geschäftsreisen ins Ausland. Dabei lernte sie Wien, Prag und London kennen. 1907 ging sie nach Berlin, wo sie sich an der Damenakademie des Vereins der Berliner Künstlerinnen von dem Maler, Grafiker und Schriftsteller Hans Baluschek sowie von Fritz Rhein, der sich später der Freien Secession um Max Liebermann anschloss, ausbilden ließ. Im folgenden Jahr reiste sie nach Großbritannien.
Am 27. Dezember 1909 heiratete sie in Lübeck den Architekten und Baurat Carl Mühlenpfordt. Das Paar hatte vier Kinder. Nach der Heirat widmete sie sich bis 1922 vornehmlich familiären und gesellschaftlichen Verpflichtungen. Ihr Sohn Justus Mühlenpfordt (1911–2000) wurde Kernphysiker und lebte später in Leipzig und Berlin. Er war Nationalpreisträger der DDR und leitete ab 1970 den Forschungsbereich Kernwissenschaften der Deutschen Akademie der Wissenschaften zu Berlin. Zwei Töchter waren ebenfalls Künstlerinnen, eine von beiden, Anke Meyer-Mühlenpfordt (* 18. März 1917 in Lübeck), arbeitete nach dem Zweiten Weltkrieg zusammen mit dem Graphiker Hermann Bollmann (1911–1971) an der Erstellung von Stadtplänen aus der Vogelperspektive, die erst gezeichnet werden mussten und war mit Jens Meyer verheiratet, der (zusammen mit ihrem Schwager) in Russland gefallen war und mit dem zusammen sie einen Sohn namens Arnd hatte, welcher Graphiker und Photograph geworden ist.
1914 wurde ihr Mann Carl Mühlenpfordt als Professor für das Fach Gebäudekunde an die Technische Hochschule Braunschweig berufen. Wegen des Beginns des Ersten Weltkriegs jedoch wurde er eingezogen, um als Hauptmann der Reserve im Feldzug gegen Russland zu dienen. Deshalb zog Anna Dräger-Mühlenpfordt erst im Jahre 1917 mit den Kindern von Lübeck zu ihrem Mann nach Braunschweig.
1922 nahm sie ihre Arbeit als Künstlerin verstärkt wieder auf und ließ sich weiter von Fritz Rhein ausbilden, außerdem von Kurt Wehlte, der in Berlin an der Akademie der Bildenden Künste lehrte. 1933 war sie mit großem Erfolg an einer Gemeinschaftsausstellung in der Galerie Ferdinand Möller in Berlin beteiligt; sie zeigte ihre Arbeiten auch in Bremen, Hamburg und München. 1934 wurde ihr Mann, der national-konservativ eingestellt war, aus politischen Gründen aus dem Dienst entlassen. Er hatte sich vor 1933 und der Machtergreifung der Nationalsozialisten empört geweigert, Adolf Hitler an die Technische Hochschule Braunschweig zu berufen, damit er auf diese Weise die deutsche Staatsangehörigkeit erlange. In der Folge durfte Anna Dräger-Mühlenpfordt nicht mehr ausstellen. Dennoch nahm sie 1940 in Berlin an der Gastausstellung des Vereins der Künstlerinnen zu Berlin teil. Ihr Mann starb im Januar 1944 in Lübeck, wo er mit dem Wiederaufbau der kriegszerstörten Stadt beschäftigt war.
Den verheerenden Bombenangriff auf Braunschweig am 15. Oktober 1944, bei dem die alte Stadt unterging, erlebte Anna Dräger-Mühlenpfordt mit ihren Kindern in Twülpstedt, wohin sie geflüchtet waren. Von dort noch sahen sie die riesige Feuer- und Qualmsäule über der Stadt, welche von den Bomben der Royal Air Force wie auch das Haus der Familie, zugleich Dräger-Mühlenpfordts Atelier, welches sie 1917 gekauft hatte, auf dem Wilhelmitorwall 29 zerstört worden war. Sie verbrachte die Zeit bis Kriegsende auf dem Land, kehrte 1945 aber nach Braunschweig zurück und machte sich an den Wiederaufbau.
1953 widmete das Städtische Museum Braunschweig Anna Dräger-Mühlenpfordt eine Werkschau. Bis 1980 schuf sie ein umfangreiches Spätwerk, das in einer Reihe von Ausstellungen, unter anderem in Karlsruhe und Bonn, gezeigt wurde. Zahlreiche Reisen führten sie in europäische Länder wie Griechenland, Italien und Frankreich; sie reiste auch in den Nahen Osten, so nach Israel und Ägypten.
1963 wurde Anna Dräger mit der Hans-Thoma-Medaille ausgezeichnet. Der Bund Bildender Künstlerinnen ehrte sie 1984 kurz vor ihrem Tod am 31. Januar 1984 mit einer Ausstellung in Braunschweig. Im Städtischen Museum Braunschweig folgte 1985 eine weitere Ausstellung, die bereits Ende 1984 in ihrer Geburtsstadt Lübeck im Museum für Kunst und Kulturgeschichte gezeigt worden war.
Ihr Werk ist nur zum Teil zugänglich. Frühere Arbeiten wurden durch Kriegseinwirkungen zerstört, andere Arbeiten, die sie verschenkte, befinden sich in Privatbesitz. Im Lübecker Behnhaus befindet sich ihr Totentanz. Das Gemälde entstand in den 1940er Jahren.
Ein Teil des schriftlichen Nachlasses von Anna Dräger-Mühlenpfordt wird im Deutschen Kunstarchiv im Germanischen Nationalmuseum in Nürnberg verwahrt.

## Ausstellungen
- Die Auslese I, Ausstellung der NS-Kulturgemeinde, Berlin, Ausstellungsgebäude Tiergartenstraße, 1934

- Anna Dräger-Mühlenpfordt – Gemälde und Pinselzeichnungen, Städtisches Museum Braunschweig, 19. April bis 25. Mai 1953
- Franz Radziwill und Anna Dräger-Mühlenpfordt, Badischer Kunstverein Karlsruhe, 26. August bis 23. September 1956
- Städtisches Museum Braunschweig, 15. April bis 15. Mai 1966
- Anna Dräger-Mühlenpfordt – Zeichnungen und Holzschnitte, Bonner Kunstverein, 5. Juli bis 30. Juli 1972
- Anna Dräger-Mühlenpfordt zum Gedenken. Gemälde, Zeichnungen, Druckgraphik 1908 bis 1980, Museum für Kunst und Kulturgeschichte Lübeck 14. Oktober bis 18. November 1984; Städtisches Museum Braunschweig, 1. Dezember 1984 bis 13. Januar 1985
- Anna Dräger-Mühlenpfordt (1887–1984). Farbholzschnitte und Druckstöcke, Städtisches Museum Braunschweig, Januar 1998
- Mühlenpfordt – Neue Zeitkunst und Anna Dräger-Mühlenpfordt – ausgewählte Werke. Museum Behnhaus Drägerhaus, Lübeck, 16. Januar bis 15. März 2020[4]